# Bahauri Pidari
Bahauri Pidari – gaun wikas samiti w środkowej części Nepalu w strefie Narajani w dystrykcie Parsa. Według nepalskiego spisu powszechnego z 2001 roku liczył on 740 gospodarstw domowych i 4819 mieszkańców (2335 kobiet i 2484 mężczyzn).